# Sociaaldemocratische Partij (Roemenië)
De Sociaaldemocratische Partij (Roemeens: Partidul Social Democrat, PSD) is een sociaaldemocratische politieke partij in Roemenië.

## Geschiedenis
Aan het einde van de negentiende eeuw werd er in Roemenië een sociaaldemocratische partij gesticht als Roemeense Sociaaldemocratische Werkerspartij. Deze partij ging in april 1899 ter ziele door een conflict tussen de reformistische vleugel en de orthodox marxistische vleugel. De reformisten stonden samenwerking met de linkse burgerlijke partij voor, zoals de Nationaal-Liberale Partij, terwijl de orthodoxe marxisten iedere samenwerking met de burgerlijke partijen afwees. De orthodoxe marxisten richtten de Socialistische Unie van Roemenië, Uniunea Socialistă din România op. Deze USdR was uitsluitend actief in Boekarest en kende een bescheiden aanhang. In februari 1910 werd de Sociaaldemocratische Partij van Roemenië, Partidul Social Democrat din România opgericht. Deze PSDR had een praktisch gericht programma, zoals rechten voor de arbeiders en de verbetering van het onderwijs. De PSDR was ook pacifistisch van aard. De PSDR was aangesloten bij de Tweede Internationale.
Het pacifisme van de PSDR leidde ertoe dat de partij de militaire campagne van het Roemeense leger in de Tweede Balkanoorlog tegen Bulgarije (1913) afwees alsook oppositie voerde tegen Roemenië's deelname aan de Eerste Wereldoorlog (1916). Vanwege haar pacifistische opstelling werd de PSDR in augustus 1916 van regeringswege verboden.
In november 1918, toen de Eerste Wereldoorlog was geëindigd, werd door oud-leden van de PSDR de Socialistische Partij van Roemenië, Partidul Socialista din România opgericht die bij de verkiezingen in november 1919 7 zetels in het parlement veroverde. Ook binnen de PSR kwam het snel tot een scheuring. Een meerderheid van de PSR-leden kwam onder invloed van het Bolsjewisme in Rusland en er werd in 1922 besloten de partij om te dopen in de Socialistische-Communistische Partij, Partidul Socialist-Communist, later de Roemeense Communistische Partij, de Partidul Comunist din România. Een kleine minderheid ging echter niet akkoord met de naamsverandering en besloot verder te gaan onder de PSR. De PCdR werd in 1924 verboden en het leiderschap van de partij werd vervolgd. De PSR bleef echter bestaan en nam al gauw de naam Federatie van Roemeense Socialistische Partijen, Federația Partidelor Socialiste din România aan.
In mei 1926 gingen de FPSR en andere, kleinere, sociaaldemocratische partijen op in de Sociaaldemocratische Partij, Partidul Social Democrat. De PSD werd lid van de Socialistische Internationale. In 1933 scheidde een groep rond Gheorghe Cristescu zich van de PRC af en ging een fusie aan met de Sociaaldemocratische Partij. De voorzitter van de PSD werd Constantin Titel Petrescu. In 1938 werden op last van koning Carol II alle politieke partijen verboden. Daar voor in de plaats kwam het Front voor Nationale Renaissance FRN. De PSD leidde daarna een illegaal bestaan en bevocht en het fascisme van de IJzeren Garde (aan de macht sinds 1940) en de dictatuur van maarschalk Ion Antonescu bestreed. Toen Ion Antonescu het Roemeense leger tijdens de Tweede Wereldoorlog aan de zijde van de asmogendheden liet strijden, namen de illegale, doch vreedzame verzetsactiviteiten, van de PSD tegen de regering toe. De PSD verbond zich met de Nationale Boerenpartij, de Nationaal-Liberale Partij en de Roemeense Communistische Partij tot de verzetsbeweging Nationaal Democratisch Blok.

### Samenwerking met de communisten
In 1944 steunde de PSD de staatsgreep van koning Michael waarbij Antonescu werd afgezet. De PSD werd hierna weer een legale politieke partij. In 1944 vormden de PSD en de PRC het Unitaire Werkersfront, Frontul Unic Muncitoresc om de activiteiten van de beide linkse partijen te coördineren. Ofschoon de samenwerking tussen de twee linkse partij natuurlijk leek, was dit het toch niet helemaal. De PSD stond immers bekend als prowesters en de PRC als pro-Russisch. Direct na de stichting van het Unitair Werkersfront begonnen er onder Lucrețiu Pătrășcanu van de PRC besprekingen met andere antifascistische partijen om tot een volksfront te komen. Dit volksfront, onder de naam Nationaal Democratisch Front (Frontul Național Democrat, FND), ontstond in februari 1945. De sociaaldemocraten begonnen zich binnen het FND te roeren en beschuldigden het FND er van een werktuig van de communisten te zijn. In oktober 1945 verliet de PSD het FND. Procommunistische elementen binnen de partij verlieten in maart 1946 de partij en sloten zich opnieuw aan bij het FND. Het restant van de PSD, dat buiten het FND bleef, kreeg de naam Onafhankelijke Sociaaldemocratische Partij, Partidul Social Democrat Independent. Bij de Roemeense parlementsverkiezingen van november 1946 behaalde het FND een grote verkiezingsoverwinning (73,3% van de stemmen), de PSD kreeg maar 1% van de stemmen. Titel Petrescu en andere sociaaldemocraten, alsmede leden van andere oppositiepartijen, meenden dat er geknoeid was met de uitslag.
De PSD accepteerde in 1947 het marxisme-leninisme als leidende ideologie en fuseerde in november met de PRC tot de Roemeense Arbeiderspartij, Partidul Muncitoresc Român. Hierdoor ontstond een eenheidspartij van de werkende klasse. De PSDI werd verboden en Titel Petrescu en andere sociaaldemocraten die tegen de fusie met de communisten waren werden gearresteerd en opgesloten.

## Na 1989
Na de val van dictator Nicolae Ceaușescu en het communisme in Roemenië in december 1989, ontstonden er diverse sociaaldemocratische partijen in Roemenië zoals de Roemeense Sociaaldemocratische Partij, Partidul Social Democrat România en het Front voor Nationale Redding, Frontul Salvării Naționale. Deze laatste bestond vooral uit excommunisten. In 1992 viel het FSN in tweeën uiteen in het Democratisch Front voor Nationale Redding, Frontul Democrat al Salvării Naționale en de Democratische Partij, Partidul Democrat. De PD vormde in 1996 een alliantie met de Roemeense Sociaaldemocratische Partij, die echter in 1998 uiteen viel.
Op 10 juli 1993 fuseerde het Democratisch Front voor Nationale Redding met een deel van de Sociaaldemocratische Partij van Roemenië, de Republikeinse Partij en de Coöperatieve Partij tot de Partij van Sociaaldemocratie in Roemenië, Partidul Democrației Sociale din România. De PDSR en de PSDR ging in 2000 een coalitie aan onder premier Adrian Năstase (PDSR). Op 16 juni 2001 fuseerden de PSDR en de PDSR tot de Sociaaldemocratische Partij, Partidul Social Democrat, thans de grootste partij in het Roemeens parlement.
Op 28 november 2004 werden er in parlementsverkiezingen gehouden in Roemenië. Voor die gelegenheid hadden de PSD en de centrumrechtse Humanistische Partij van Roemenië (PUR) zich met elkaar verbonden onder de naam Nationale Unie PSD + PUR. De Nationale Unie won de verkiezingen en kreeg 132 zetels in de Kamer van Afgevaardigden (lagerhuis) en 57 zetels in de Senaat (hogerhuis). Adrian Năstase, de leider van de PSD stelde zich daarop namens de Nationale Unie kandidaat voor de presidentsverkiezingen. Bij de eerste ronde van de presidentsverkiezingen op 29 november 2004 behaalde Năstase 40,94% van de stemmen, zijn voornaamste tegenstander Băsescu van de Alliantie van Recht en Waarheid bleef steken op 33,92% van de stemmen. Omdat geen van beide kandidaten een meerderheid had behaald volgde op 13 december 2004 een tweede ronde. Nu verkreeg Băsescu 51,23% van de stemmen en Nastăse 48,77% van de stemmen en had Băsescu de verkiezingen dus gewonnen. Kort daarop viel de Nationale Unie uit elkaar en besloot de PUR samen met de Alliantie van Recht en Waarheid en de Democratische Unie van Hongaren in Roemenië een regering te vormen. Door deze stunt van de PUR werd de PSD tot de oppositie veroordeeld.
In 2005 besloot de PSD om over te gaan op een reformistische koers, Nastăse, de partijvoorzitter werd met de oude garde aan de kant geschoven en op 21 april 2005 werd de hervormingsgezinde Mircea Geoană tot voorzitter van de PSD gekozen. Nadat hij de presidentsverkiezingen in 2009 had verloren werd hij vervangen door Victor Ponta. Mircea Geoană werd in 2011 zelfs uit de partij gezet nadat hij weigerde op te stappen als hoofd van de Senaat. In 2012 werd hij weer toegelaten tot de partij. Vanaf 2011 vormt de PSD samen met de NPL en de Conservatieve Partij een alliantie onder de naam Sociaal-Liberale Unie, Uniunea Social Liberală USL. Nadat enkele senatoren van de PD-L na de val van het tweede kabinet Boc in 2012, overliepen naar de NPL kreeg de USL binnen het Roemeens Parlement een meerderheid en heeft men het kabinet van Mihai Răzvan Ungureanu weg kunnen stemmen. Vervolgens werd Victor Ponta als premier aangesteld. Nadat de PNL besloot om al zijn ministers te vervangen maar de voordracht van Klaus Iohannis als vice-premier er niet door kreeg, werd de USL opgeheven en werd het PNL in de regering vervangen door de Hongaarse Partij (UDMR). Tegelijkertijd ging de PSD een alliantie aan met de Conservatieve Partij en de UNPR onder de naam Sociaal Democratische Unie in aanloop naar de Europese verkiezingen van 2014. Victor Ponta stelde zich verkiesbaar voor de presidentsverkiezingen van 2014 maar verloor deze van Klaus Iohannis, na een chaotische stemgang in het buitenland. Hierop vertrok de UDMR uit de regering, nadat hun presidentskandidaat in de eerste ronde was uitgeschakeld bleken vele Hongaren op Klaus Iohannis te hebben gestemd. Hun plaats werd ingenomen door de Hervormde Liberale Partij die in 2015 zou fuseren met de PC, die al in de regering zat. De verloren verkiezingen leidde er ook toe dat Mircea Geoană samen met enkele andere partijleden uit de partij werden gezet. Zij begonnen vervolgens een nieuwe partij, de Roemeense Socialistische Partij (PSRo). In 2015 stapte Victor Ponta op als partijvoorzitter nadat hij werd beschuldigd van corruptie door het Nationaal Anticorruptie Directoraat. Liviu Dragnea werd vervolgens met 97% van de stemmen verkozen tot nieuwe voorzitter.

## Periode Dragnea
Dragnae bestuurde de partij met ijzeren hand. Nadat de partij in 2016 de verkiezingen gewonnen had weigerde president Klaus Johannis hem als premier aan te stellen in verband met zijn veroordeling wegens verkiezingsfraude. Oplossing was het aanstellen van marionetten als premier. In vier jaar tijd versleet de PSD er drie: Sorin Grindeanu, Mihai Tudose en Viorica Dăncilă. De eerste twee werden onder druk van Dragnea door de PSD zelf afgezet.
Belangrijkste thema's voor de PSD waren in de praktijk de strijd tegen de parallelle staat (geheime diensten), buitenlandse investeerders, de (volgens velen) aanvallen op justitie en de rechtsstaat en de toenemende afwijzing van de Europese Unie. In verband hiermee werden Dragnea en de partij op een lijn gesteld met populisten als Viktor Orban en de Poolse regeringspartij. Eind 2017 gingen 600.000 mensen de straat op om te protesteren tegen de anti-justitie wetten. De PSD zelf beroemde zich op de verhoging van lonen voor met name overheidsambtenaren, medisch personeel en onderwijzers. Hiertoe werden hoge leningen afgesloten in het buitenland. Ook aanleg van snelwegen en ziekenhuizen werd bij aantreden van de PSD als prioriteit genoemd
De Commissie van Venetië en Frans Timmermans als voorzitter van de Europese commissie hadden grote kritiek op het verval de rechtstaat. Uiteindelijk schortte de Europese fractie de Progressieve Alliantie van Socialisten en Democraten het lidmaatschap van de PSD op. Tijdens de Europese top onder voorzitterschap van Roemenië zelf in Sibiu was de premier van de PSD zelfs niet uitgenodigd. De richting die de partij opging en de wijze waarop Dragnea zijn leiderschap invulde werden soms vergeleken met die van de voormalige communistische leider Nicolae Ceaușescu. De PSD slaagde erin de president te dwingen om het ontslag te tekenen van Laura Codruța Kövesi, het hoofd van de anti corruptie brigade (DNA), effectief in fraudebestrijding en zeer gerespecteerd binnen de EU. Ook binnen de partij waren er spanningen. Ministers werden aan de lopende band vervangen en tegenstanders uit de partij gezet. De relatie van de PSD regering met de president bereikten een dieptepunt.
In mei 2019 leed de partij een nederlaag bij de verkiezingen voor het Europees parlement. Het aantal zetels halveerde, de concurrerende PNL werd duidelijk eerste en de door Dacian Cioloș geleide coalitie van de USR-Plus eindigde vlak achter de PSD. Bij het tegelijk gehouden referendum over de justitie gaf meer dan 85% van de stemmers aan genoeg te hebben van de maatregelen van de PSD op dat gebied.
De volgende dag werd Dragnea definitief veroordeeld tot 3,5 jaar onvoorwaardelijk in het proces van de fictieve aanstellingen in het district Teleorman.
Dat betekende het einde van het tijdperk Dragnae. Direct werden zijn belangrijkste medestanders uit de partij gezet. Anderen, die eerder uit de partij waren gezet, kwamen weer terug. Zo werd de burgemeester van Boekarest, Gabriela Firea, weer benoemd tot vicevoorzitter van de partij. Premier Dăncilă werd voorzitter van de partij maar als bespotte protegé van Dragnea kon zij het imago van de PSD niet bijsturen en verloor zij names de PSD - met een historisch lage uitkomst - de presidentsverkiezingen van 2019 ten gunste van zittend president Klaus Johannis, waarna zij zelf aftrad.

## Voorzitters van de PSD
- Adrian Năstase – 2000-2005
- Mircea Geoană – 2005-2010
- Victor Ponta – 2010-2015
- Rovana Plumb – 2015 (interim)
- Liviu Dragnea – 2015-2019
- Viorica Dăncilă – 2019
- Marcel Ciolacu – 2019-2020 (interim)
- Marcel Ciolacu – 2020

## Verkiezingsresultaten 1992-heden
| Zetelverdeling 2000-heden |
| ------------------------- |
| 1992: 1171                |
| 1996: 912                 |
| 2000: 1492                |
| 2004: 113                 |
| 2008: 114                 |
| 2012: 145                 |
| 2016: 154                 |

- 1 Democratisch Front voor Nationale Redding
- 2 Partij van Sociaaldemocratie in Roemenië